# Glenea tenuivittata
Glenea tenuivittata är en skalbaggsart som beskrevs av J. Linsley Gressitt 1951. Glenea tenuivittata ingår i släktet Glenea och familjen långhorningar. Inga underarter finns listade i Catalogue of Life.